# 文珠川
文珠川（もんじゅがわ）は、山梨県甲州市を流れる富士川水系重川支流の一級河川。
総延長は、約6.45キロメートル。甲州市塩山上萩原を源流とする。